# Brodie Lee
Jonathan Huber (Rochester, Nueva York, 16 de diciembre de 1979-Jacksonville, 26 de diciembre de 2020) fue un luchador profesional estadounidense. Huber trabajó para empresas de lucha libre como la WWE, donde se le conoció como Luke Harper (más tarde simplemente Harper) de 2012 a 2019 y All Elite Wrestling (AEW), donde trabajó bajo el nombre «The Exalted One» Brodie Lee en 2020. Tuvo una destacada carrera dentro del circuito independiente, trabajando para empresas independientes como Dragon Gate, Dragon Gate USA, Jersey All Pro Wrestling, Evolve o CHIKARA, entre otras.
Como luchador, se caracterizó principalmente por realizar movimientos tanto fuertes como ágiles, a pesar de su tamaño. Dentro de sus logros, destaca haber sido una vez Campeón TNT de AEW, una vez Campeón Intercontinental de la WWE, dos veces Campeón en Parejas de SmackDown con un reinado junto a Bray Wyatt y Randy Orton y otro junto a Erick Rowan, y una vez Campeón en Parejas de NXT junto a Erick Rowan.

## Primeros años
Jonathan Huber nació en Rochester, Nueva York, el 16 de diciembre de 1979.

## Carrera

### Inicios (2003-2006)
Huber participó por primera vez en la lucha libre profesional bajo el nombre Huberboy #2 junto a Colin Delaney y su hermano en la vida real, quien trabajó como Huberboy #1. Huber fue entrenado formalmente por Kirby Marcos y Rik Matrix en Rochester, Nueva York, y Tony Mamaluke en Schenectady, Nueva York, e hizo su debut en Roc City Wrestling (RCW) en 2003, trabajando bajo una máscara como Huberboy #2. Más tarde ese año, se desenmascaró y comenzó a trabajar como Brodie Lee en Rochester Pro Wrestling (RPW). Se le ocurrió el nombre de Brodie Lee de la película Mallrats, combinando los nombres del actor Jason Lee y su personaje Brodie Bruce. Huber citó a Rick Rude, Jake Roberts y Big Show como sus influencias. A lo largo de su tiempo en RPW, la que más tarde pasó a llamarse NWA Upstate y luego nuevamente a NWA Nueva York, Lee ganó múltiples campeonatos, incluido el campeonato peso pesado en tres ocasiones diferentes, el campeonato en parejas una vez y el campeonato de televisión una vez, el cual también procedió a unificarse con el Kayfabe Dojo Championship. Huber ha descrito su gimmick original "The Right Stuff" como "simplemente divirtiéndose" y "siendo un peso crucero".

### Chikara (2007-2012)
Huber hizo su debut en Chikara, con sede en Filadelfia, el 24 de marzo de 2007, en Time Will Prove Everything, usando el gimmick de "The Right Stuff" Brodie Lee y perdiendo contra Equinox. Originalmente, Lee no estaba programado para luchar en el evento, sino que estaba de visita tras bastidores con amigos. Sin embargo, cuando Reckless Youth no se presentó en el evento, el booker de Chikara, Mike Quackenbush, le ofreció a Lee la oportunidad de subir al ring. Lee regresó a la compañía dos meses después, derrotando a Equinox en una revancha y comenzando una racha de no recibir pinfall o ser forzado a rendirse que duró el resto del año. En agosto, Lee se alió con los Olsen Twins (Colin y Jimmy) y adoptó el apodo de "Big Rig" y un gimmick más serio de un camionero. Lee y los Olsen Twins estaban programados para participar en el torneo King of Trios 2008 como Team Dr. Keith, pero después de que Colin firmó un contrato con la World Wrestling Entertainment (WWE), el equipo se quedó con un hombre menos. Un sorteo al azar eligió a Retail Dragon como su reemplazo, pero después de que recibir el pinfall en su combate de la primera ronda contra Cheech, Cloudy y m.c.KZ, Lee lo atacó mientras simultáneamente terminaba su alianza con Jimmy Olsen en el proceso.

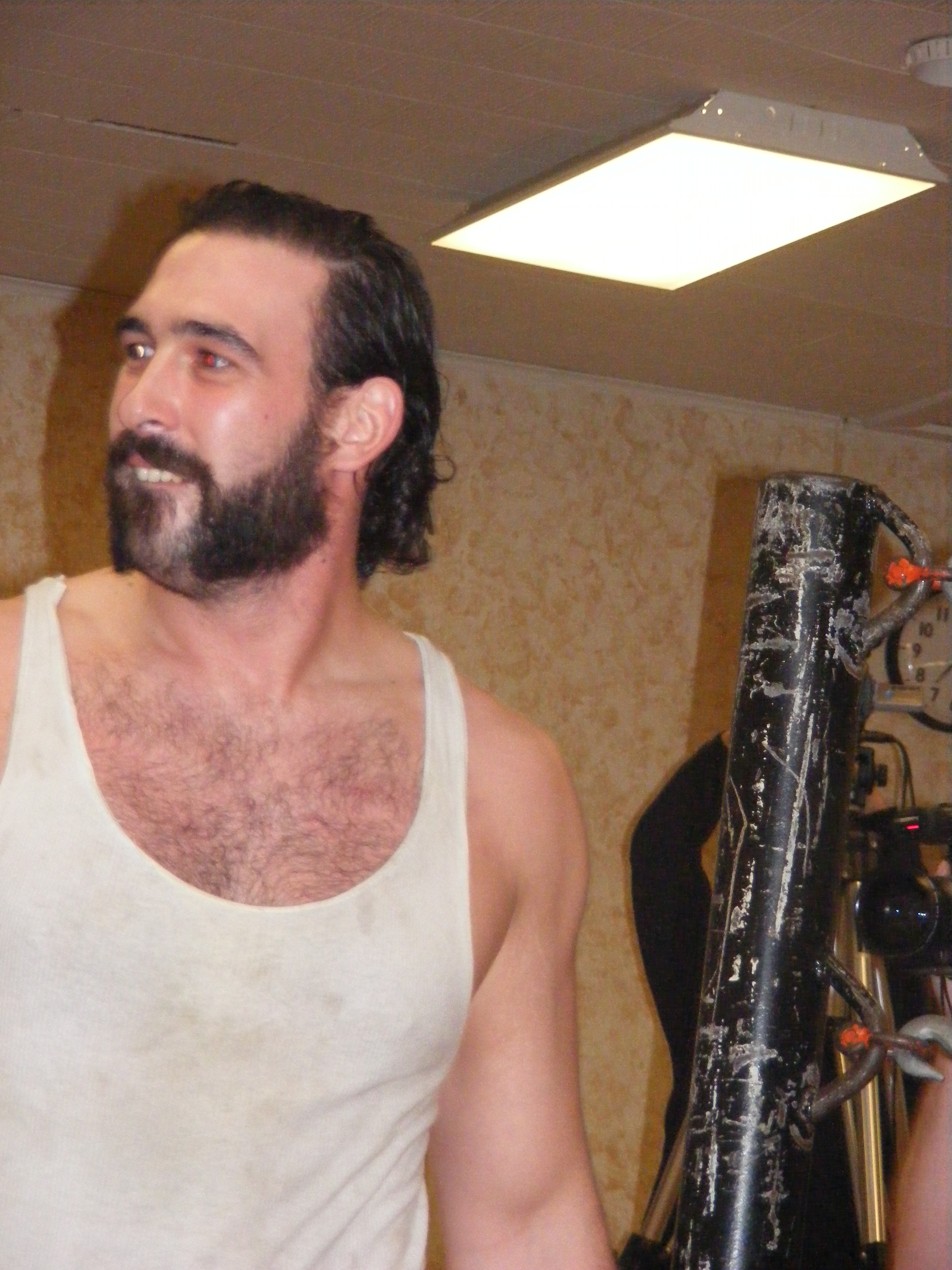
Lee en un evento de Chikara en noviembre de 2008.

En abril de 2008, la intimidación de Lee hacia luchadores más pequeños llevó a Claudio Castagnoli a presentarle un desafío. Su primer combate el 20 de abril terminó en Castagnoli siendo descalificado por patear accidentalmente al árbitro del combate. El segundo combate el 24 de mayo terminó de manera similar, esta vez Lee fue descalificado por patear al árbitro. Esto condujo a No Disqualification match el 13 de julio, el cual Lee ganó después de una interferencia de Shayne Hawke y Mitch Ryder, quienes tenían rencor con Castagnoli por romper The Kings of Wrestling el año anterior. El feudo de Lee y Castagnoli terminó el 7 de septiembre de 2008, en el primer Steel Cage match de Chikara, con Castagnoli saliendo victorioso.
A finales de 2008, Lee se alió con Eddie Kingston y Grizzly Redwood para formar un stable llamado The Roughnecks. El 21 de febrero de 2009, The Roughnecks derrotó a UltraMantis Black, Crossbones y Sami Callihan para ganar un lugar en el torneo King of Trios 2009. El 27 de marzo, The Roughnecks perdió su combate de la primera ronda del King of Trios ante el Team Uppercut (Bryan Danielson, Claudio Castagnoli y Dave Taylor). Cuando Kingston comenzó un feudo con Castagnoli, Lee y Redwood comenzaron a luchar en combates como equipo. Con victorias sobre Los Ice Creams (El Hijo del Ice Cream y Ice Cream Jr.), Cheech Hernández y K.C. Day, y el North Star Express (Darin Corbin y Ryan Cruz), Lee y Redwood se ganaron su derecho a competir por los Campeonatos en Parejas. El 17 de octubre de 2009, Lee y Redwood se enfrentaron a The Colony (Fire Ant y Soldier Ant) por los campeonatos, pero fueron derrotados en dos caídas consecutivas. Lee optó por darle a Redwood una oportunidad más, pero cuando recibió el pinfall el 19 de octubre en un combate contra The Osirian Portal (Amasis y Ophidian), Lee le dio una patada en la cara, terminando efectivamente The Roughnecks. Redwood regresó seis meses después, el 24 de abril de 2010, como un oponente sorpresa de Lee, pero fue fácilmente derrotado por él. Luego, Redwood declaró que no había terminado con Lee, pero que se prepararía antes de su próximo combate. El 29 de agosto, Lee entró en el Countdown Showdown Battle Royal y dominó el combate, antes de ser eliminado por Redwood. El 23 de octubre, Lee sufrió una derrota en un combate contra Dasher Hatfield, quien fue derrotado por Redwood al día siguiente. El 20 de noviembre, Lee y Redwood, habiéndose ganado el respeto mutuo, se unieron y atacaron Hatfield después de su combate contra Shayne "Buck" Hawke. El 23 de enero de 2011, en el estreno de la temporada diez, The Roughnecks derrotó a The Throwbacks (Hatfield y Sugar Dunkerton) en un combate por equipos. The Roughnecks y The Throwbacks terminaron su rivalidad el 13 de marzo en un Lumberjack match, donde Hatfield y Dunkerton salieron victoriosos. En mayo de 2011, Lee participó en el 12 Large: Summit, establecido para determinar inaugural Gran Campeón de Chikara, pero se vio obligado a retirarse del torneo después de su primer combate, después de sufrir una lesión legítima. Lee regresó a Chikara el 30 de octubre. Después de firmar un contrato de desarrollo con la WWE, Lee hizo su aparición de despedida en Chikara el 25 de marzo de 2012, cuando desafió sin éxito a Eddie Kingston por el Gran Campeonato de Chikara.

### Squared Circle Wrestling (2007–2012)

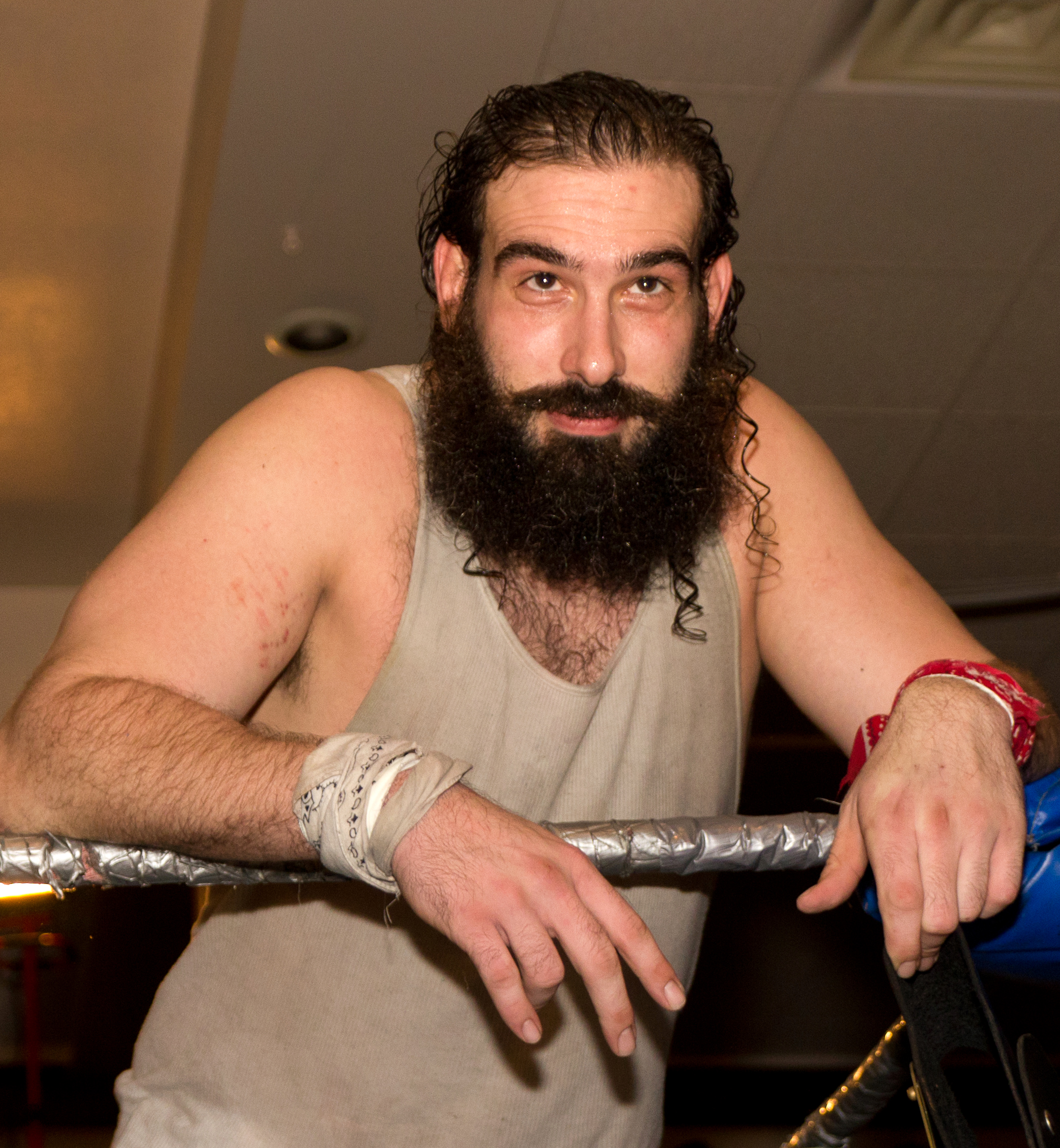
Brodie Lee en 2011.

Lee hizo su debut en Squared Circle Wrestling (2CW), con sede en Syracuse, Nueva York, el 20 de agosto de 2007, haciendo equipo con Colin Olsen, como compñero de reemplazo de Jimmy Olsen, en un combate por equipos, donde fueron derrotados por el Wyld Stallyns. Lee comenzó como un heel alineado con la promoción rival NWA Upstate. Lee comenzó a hacerse popular después de un incidente posterior a un combate el 26 de julio de 2008 en Binghamton, Nueva York, que terminó con él golpeando a un fan en el estacionamiento. Lee estaba en un storyline suspendido en 2CW por el incidente. Regresó el 24 de octubre recibiendo una gran ovación, aunque todavía era un heel, lo que llevó a NWA Upstate a una victoria en un 8-man Tag Team match en el evento principal. Oficialmente se convirtió en babyface a partir de abril de 2009, cuando la rivalidad entre 2CW y NWA Upstate había disminuido. Luego, Lee comenzó una rivalidad amistosa con Slyck Wagner Brown que vio a ambos hombres intercambiar victorias en luchas individuales el 6 de junio y el 19 de septiembre de 2009. Lee derrotó a Brown en un rubber match el 19 de febrero de 2010, y luego nuevamente en un 2-out-of-3 Falls match el 3 de abril de 2010, para poner fin al feudo. Lee se enfrentó a Jason Axe por el Campeonato Peso Pesado de 2CW el 20 de junio de 2010, pero perdió debido a la interferencia externa. Lee derrotó a Isys Ephex el 10 de julio en un combate para determinar al contendiente número uno, ganando otra oportunidad por el título y, el 22 de agosto en Watertown, Nueva York, derrotó a Jason Axe para ganar el Campeonato Peso Pesado de 2CW por primera vez. Lee tuvo una exitosa primera defensa titular contra el excampeón, Jason Axe, en un "I Quit" match en Binghamton, Nueva York, el 24 de septiembre de 2010. Lee perdió el título ante Slyck Wagner Brown el 19 de noviembre de 2010, en Elmira, Nueva York. Lee recuperó el título el 13 de abril de 2012, en un Fatal 4-Way match contra Jay Freddie, Slyck Wagner Brown y Kevin Steen, quienes robaron el cinturón del campeonato después del combate. La noche siguiente, con el título todavía en posesión de Steen, Lee defendió con éxito el Campeonato Peso Pesado de 2CW en otro Fatal 4-Way match contra Jason Axe, Jay Freddie y Matt Milan, aunque luego renunció al título, ya que había firmado con la WWE y sería contractualmente incapaz de defenderlo en el futuro.

### WWE

#### Territorios de desarrollo (2012–2013)
El 12 de marzo de 2012, Huber firmó un contrato con la WWE, hizo su debut con el territorio de desarrollo de la Florida Championship Wrestling en un house show el 18 de mayo, trabajando bajo el nuevo nombre de Luke Harper. Harper hizo su debut en televisión el 7 de noviembre en la NXT Wrestling, derrotando a Jason Jordan.
Harper y Rowan primero trabajaron en equipo el 9 de enero de 2013 en NXT Wrestling para derrotar a Percy Watson y Yoshi Tatsu. El 23 de enero en la NXT Wrestling, Harper y Rowan nuevamente derrotados Watson y Tatsu en la primera ronda para el Campeonato en pareja de la NXT. Después de una victoria sobre Bo Dallas y Michael McGillicutty en las semifinales, Harper y Rowan fueron derrotados en la final del torneo por Adrian Neville y Oliver Grey. El 2 de mayo de Harper y Rowan derrotaron a Neville y Bo Dallas, ganando los campeonatos.

#### 2013–2014

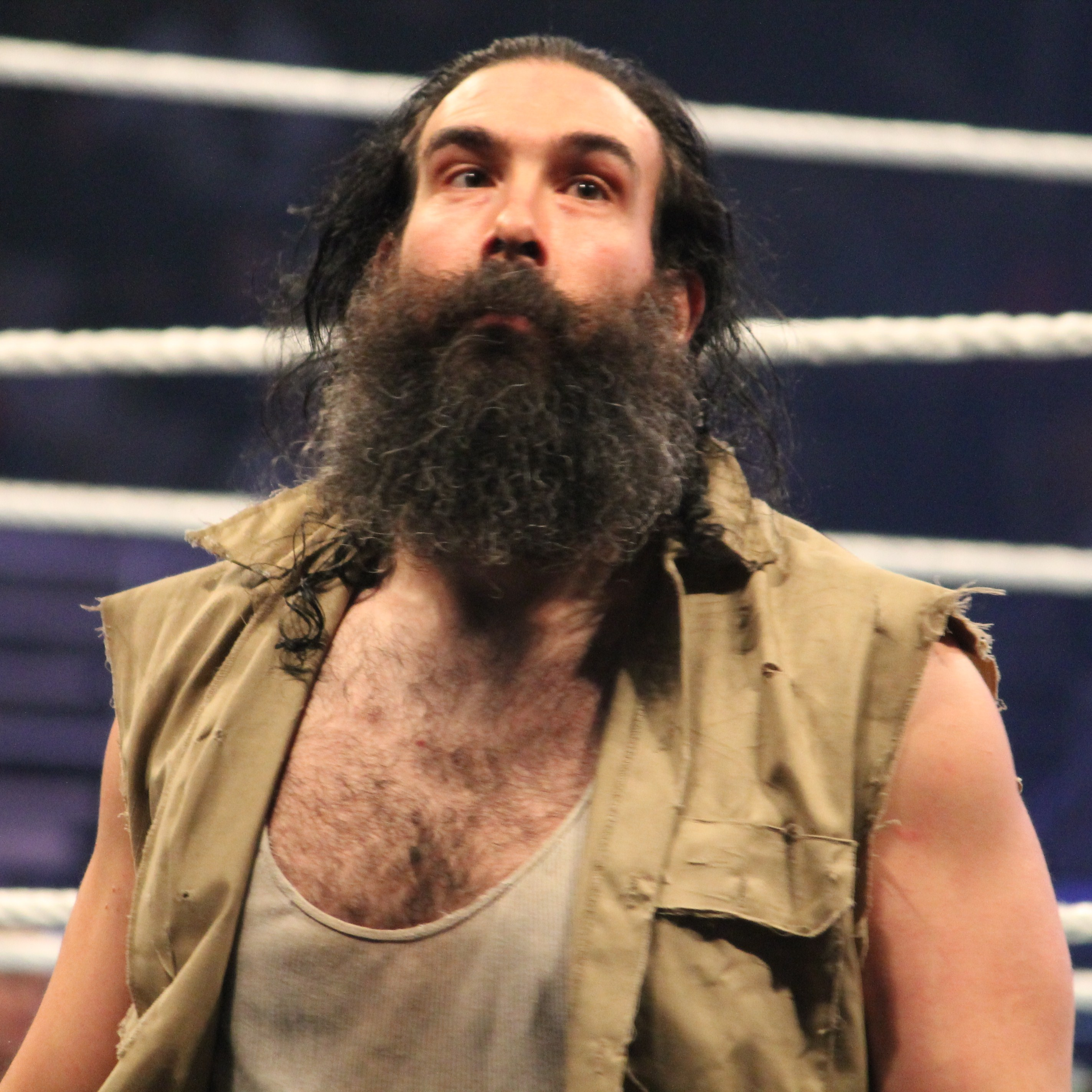
Luke Harper en abril de 2014.

El 8 de julio en Monday Night RAW, The Wyatt Family hizo su debut en el roster principal atacando a Kane sacándolo de circulación durante algunas semanas. Harper hizo su debut en el ring en la transmisión de Smackdown del 26 de julio, junto a Rowan derrotando a Tons of Funk (Brodus Clay & Tensai). Durante los siguientes meses ambos continuaron ganando luchas en parejas contra distintos equipos, hasta que el 11 de octubre en Smackdown obtuvieron su primera derrota frente a Cody Rhodes y Goldust. Tras esto The Wyatt Family inició un feudo con CM Punk y Daniel Bryan contra quienes serían derrotados en Survivor Series. En TLC: Tables, Ladders & Chairs, The Wyatt Family derrotaron a Daniel Bryan en una lucha en desventaja de 3 contra 1. 
Tras finalizar el feudo con Daniel Bryan a inicios del 2014, iniciaron un feudo con The Shield a quienes derrotaron en Elimination Chamber y en distintas ocasiones en RAW. Harper y Rowan fueron partícipes del feudo de Bray Wyatt con John Cena rumbo a Wrestlemania XXX, siendo Harper derrotado por Cena durante algunos shows previos al magno evento. Harper y Rowan conseguirían una lucha por el Campeonato en parejas de la WWE contra The Usos en Money in the Bank, pero fueron derrotados, tras esto consiguieron una nueva oportunidad por los títulos en Battleground, pero fueron derrotados de nuevo en un 2-out-of-3 falls match. Durante las semanas siguientes sus apariciones se redujeron hasta que en septiembre se empezaron a mostrar vídeos donde Bray Wyatt liberaba tanto a Harper como a Rowan de The Wyatt Family, por lo cual ambos iniciarían sus carreras en solitario. Harper hizo su reaparición el 10 de noviembre en Raw atacando a Dolph Ziggler y ofreciendo sus servicios al Team Authority que enfrentaría al Team Cena en Survivor Series, la semana siguiente en Raw se unió oficialmente al Team Authority y obtuvo una lucha contra Ziggler por el Campeonato Intercontinental, ganándolo gracias a la ayuda de The Authority con quienes había atacado a Ziggler antes de iniciarse la lucha. En Survivor Series, Harper eliminó a su ex-hermano Erick Rowan que se alió al equipo de Cena y siendo el anteúltimo eliminado por Dolph Ziggler.
En TLC: Tables, Ladders, Chairs... & Stairs perdió su título contra Dolph Ziggler en un Ladder Match.El 23 de diciembre en Main event se enfrentó a Jack Swagger derrotándolo, luego el 29 de diciembre en Raw volvió a enfrentarse a Jack Swagger derrotándolo nuevamente sin ningún problema.

#### 2015–2016
El 22 de enero en SmackDown, venció a su exhermano Erick Rowan en un combate clasificatorio para el Royal Rumble Match dejando a Erick Rowan fuera de la batalla. En Royal Rumble entró con el #4 siendo eliminado por Bray Wyatt. El 20 de enero en SmackDown fue derrotado por Roman Reigns. El 2 de febrero en Raw se enfrentó a Ryback saliendo derrotado. El 16 de febrero fue derrotado por Dean Ambrose. En WrestleMania 31 participó en una Ladder Match por el Intercontinental Championship, pero no logró ganar, siendo el ganador Daniel Bryan. El 6 de abril en Raw se enfrentó a Ryback siendo derrotado. El 7 de mayo en SmackDown derrotó a Fandango, luego entró Erick Rowan atacando a Fandango cambiando a heel y uniéndose a Luke Harper volviendo a reunirse. El 8 de junio en Raw derrotaron a los Matadores usando su nuevo Finisher 3D. En un House Show Erick Rowan se lesionó en su combate contra Cesaro teniendo que estar fuera de las luchas de 4 a 6 meses. Luke Harper tuvo que hacer apariciones en combatess individuales otra vez derrotando a Jack Swager en Main Event. En la tercera edición de Battleground, el 19 de junio, intervino en el combate entre Roman Reigns y Bray Wyatt, en favor de este último para que consiguiera la victoria con su Sister Abigail. El 3 de agosto en Raw hizo equipo con Bray Wyatt y Sheamus siendo derrotado su equipo por Dean Ambrose, Roman Reigns y Randy Orton. Actualmente tiene un feudo con Roman Reigns y Dean Ambrose. En Monday Night Raw del 19 de octubre no estuvo presente, tras el regreso de Erick Rowan. En el evento Hell in a Cell apareció junto a los demás miembros de The Wyatt Family atacando a The Undertaker tras el main event.The Brothers of Destruction se enfrentaron a The Wyatt Family en Survivor Series, En dicho evento, The Undertaker y Kane consiguieron la victoria sobre Bray Wyatt y Luke Harper.
Después tuvieron un feudo con The Dudley Boyz, que estuvieron acompaňados por Tommy Dreamer y Rhyno por lo que se pactó una lucha en TLC bajo un Elimination Tables Match donde The Wyatt Family ganó. Al día siguiente en Raw, tuvieron una revancha, esta vez en un Extreme Rules Match donde volvieron a ganar.
El 4 de enero en Raw, The Wyatt Family confirmó su participación en Royal Rumble junto con otros luchadores. En dicho evento, Luke Harper entró con el #13, luego fue eliminado por Brock Lesnar. Posteriormente, empezó un ataque de manera individual a Kane, Ryback y The Big Show, por lo que se pactó una lucha entre The Wyatt Family contra The Big Show, Kane y Ryback en Fastlane, evento en el cual fueron derrotados. Al día siguiente en Raw, derrotaron a los mismos debido a una traición por parte de Ryback. luego en Roadblock Hizo equipo con Bray Wyatt para enfrentarse a Brock Lesnar en un 2-1 Handicap Match, perdiendo vía pinfall. 
El 21 de marzo, Harper sufrió una lesión en la rodilla durante un Dark Match en Raw y se informó de que la lesión lo dejaría fuera del ring por cinco a seis meses. Después de obtener una resonancia magnética, se reveló que había dislocado su rótula y rasgado su ligamento patelofemoral medial. Debido a su lesión, Harper no fue reclutado para Raw o SmackDown en el Draft de la WWE.
Harper regresó al ring el 5 de octubre de 2016, y se unió a Kevin Owens contra Sami Zayn y Seth Rollins en un show en vivo de Raw en Santiago en Chile. Cuatro días más tarde, Harper regresó a la marca SmackDown en WWE No Mercy, ayudando a Bray Wyatt a derrotar a Randy Orton distrayendo a Orton, uniéndose así a la lista de SmackDown. El 4 de diciembre en TLC, Wyatt y Orton, que se había unido recientemente a la Familia Wyatt, donde consiguieron el Campeonato en Parejas de SmackDown. Tres días más tarde, se anunció que Harper también era campeón, así, haciéndolo elegible para defender el título bajo la "Regla de Freebird". El 13 de diciembre en SmackDown, Harper participó para ser contendiente #1 para el Campeonato de la WWE en una lucha de eliminación fatal cuatro esquinas, que fue ganado por Dolph Ziggler y también incluyó a Dean Ambrose y The Miz. La Familia Wyatt, representada por Harper y Orton, perdió los Campeonatos en Parejas de SmackDown ante American Alpha (Chad Gable y Jason Jordan) en una lucha de eliminación fatal cuatro esquinas el 27 de diciembre en SmackDown.

#### 2017–2019
En Royal Rumble apareció con el #25, eliminando a Apollo Crews, pero siendo eliminado por Goldberg. Durante el combate, traicionó a The Wyatt Family, atacando a Bray Wyatt y Randy Orton. El 1 de febrero del 2017, Harper cambió a face por segunda vez en su carrera al equipo con el Campeón de la WWE John Cena para enfrentarse a sus excompañeros Wyatt y Orton. En Elimination Chamber se enfrentó Orton, perdiendo frente a este último. En WrestleMania 33 Harper participó en el André the Giant Memorial Battle Royal, siendo eliminado. A la semana siguiente en SmackDown, Harper hizo equipo con Randy Orton para enfrentarse a Bray Wyatt y Erick Rowan donde salieron victoriosos.
Después de muchas semanas y meses ausente, reaparece en Smackdown Live el 10 de octubre, en una promo, reunido de nuevo con su excompañero Erick Rowan, renombrados ahora como The Bludgeon Brothers, así cambiando de nuevo a heel.
Desde el episodio de SmackDown del 10 de octubre se han transmitido las caricaturas de Harper (acortamiento de su anterior nombre Luke Harper) junto con Rowan (acortamiento del antiguo nombre Erick Rowan) donde los dos han anunciado la creación de una nueva etiqueta de equipo: The Bludgeon Brothers; esto marcó el regreso de Harper. Los Bludgeon Brothers hicieron su debut en el episodio de SmackDown del 21 de noviembre donde derrotaron a los Hype Bros (Mojo Rawley y Zack Ryder). En el episodio de SmackDown del 28 de noviembre los Bludgeon Brothers volvieron a derrotar a los Hype Bros. En el episodio de SmackDown del 5 de diciembre los Bludgeon Brothers derrotaron fácilmente a Adam James y Josh Carr, dos jobbers locales. En el episodio de SmackDown del 12 de diciembre, los Bludgeon Brothers derrotaron a Colin Delaney y a Joe Monroe sin problemas. El 17 de diciembre, en Clash of Champions, los Bludgeon Brothers derrotaron fácilmente a Breezango (Tyler Breeze & Fandango). En el episodio de SmackDown del 26 de diciembre, los Bludgeon Brothers derrotaron nuevamente a Breezango por descalificación debido a la intervención de The Ascension. En el episodio de SmackDown del 9 de enero de 2018, los Bludgeon Brothers derrotaron a The Ascension.
Tras meses sin aparecer debido a una lesión, Harper regresó finalmente el 7 de abril de 2019 en WrestleMania 35 en el André the Giant Memorial Battle Royal pero no logró ganar, siendo eliminado por Braun Strowman quien también ganó la batalla. En Worlds Collide del 14 de abril, Harper derrotó a Dominik Dijakovic. Estuvo inactivo durante 5 meses, regresando en Clash of Champions ayudando a Erick Rowan a derrotar a Roman Reigns en un No Disqualification Match, comenzando un feudo con Reings y Daniel Bryan, feudo que culminó en Hell in a Cell en una Tornado Tag Team Match, combate que perdieron. Durante el Draft Suplementario se quedó en SmackDown, En el Kick-Off de Crown Jewel, participó en la 20-Man Battle Royal Match por una oportunidad al Campeonato de los Estados Unidos de AJ Styles, eliminando a The Brian Kendrick, Eric Young, Akira Tozawa y Apollo Crews, sin embargo fue eliminado por Erick Rowan, siendo este su último combate en la WWE.
El 8 de diciembre de 2019, a través del sitio oficial de la WWE se dio a conocer que fue liberado de su contrato.

### All Elite Wrestling (2020)
El 18 de marzo de 2020, Huber debutó bajo el nombre de Brodie Lee en el episodio de Dynamite, revelándose como "The Exalted One" que lideraba con The Dark Order y atacó a SCU (Christopher Daniels, Frankie Kazarian & Scorpio Sky), estableciéndose como heel. Durante las próximas semanas, Lee aplastaría a varios competidores locales mientras imponía su liderazgo sobre The Dark Order y reclutaba nuevos miembros como Preston Vance. El 29 de abril en Dynamite, derrotó a Marko Stunt. Después de permanecer invicto durante varias semanas, desafió al Campeón Mundial de AEW Jon Moxley a una pelea por el campeonato en el evento Double or Nothing. En el evento del 23 de mayo, Lee fue derrotado por Moxley, marcando su primera derrota en AEW. Durante los meses siguientes, Lee reclutó nuevos miembros para el stable de The Dark Order, incluidos a Colt Cabana y Anna Jay. El 22 de agosto en Dynamite, Lee derrotó rápidamente a Cody para convertirse como Campeón TNT de AEW siendo su primer título tras su salida de la WWE.
Posteriormente el 9 de septiembre en Dynamite, Lee defendería con éxito el Campeonato de TNT contra Dustin Rhodes. Luego, Lee defendió con éxito su título contra Orange Cassidy el 23 de septiembre en Dynamite, después de lo cual Cody regresó para atacar a Dark Order, y Lee desafió a Cody a una pelea de collar de perro por el campeonato. El 7 de octubre en Dynamite, perdió su título en su revancha, terminando su reinado a los 55 días (46 días como lo reconoció AEW) siendo esta su última lucha en AEW. Poco después, se fue con lo que se informó que era una lesión no revelada.

## Muerte
Huber murió el 26 de diciembre de 2020, a la edad de 41 años. Su esposa declaró que había sido tratado por un problema pulmonar no relacionado con el COVID-19 en la Clínica Mayo en Jacksonville, Florida. La causa oficial de su fallecimiento se debió a una Fibrosis pulmonar idiopática.

### Tributos
Una multitud de luchadores y personalidades de la lucha libre rindieron homenaje a Huber con historias en las redes sociales, la mayoría de las cuales compartían un tema recurrente de él siendo dedicado a su esposa e hijos mientras hacía todo lo posible para guiar y apoyar a otros luchadores. Sus excompañeros de equipo de la familia Wyatt también rindieron homenaje: Bray Wyatt llamó a Huber su "mejor amigo, hermano [y] socio", Erick Rowan dijo que Huber "significaba más para mí de lo que nunca sabrá", y Braun Strowman se refirió a Huber como "uno de los hombres más desinteresados que he conocido y un esposo y padre increíble". Cody Rhodes, contra quien Huber luchó en su último combate, calificó el combate como "un honor y un privilegio y una experiencia tan ferozmente humillante". Después de que muchas de las historias sobre Huber se hubieran compartido ampliamente, Randy Orton declaró: "Todos ustedes han escuchado lo mucho que todos respetábamos a [Huber], lo mucho que disfrutamos de su presencia. Es un hecho".
El 28 de diciembre en un episodio de Raw, se proyectó un gráfico con su imagen como tributo y el luchador Xavier Woods utilizó un brazalete con su nombre y uso varios movimientos que usaba Jon Huber además de realizar su movimiento final «Discus Clothesline», durante un combate. El exluchador de la WWE Brian Myers y amigo de Lee, criticó la forma en que la empresa llevó a cabo el tributo, ya que no tocaron la campana del ring 10 veces, ni tampoco le realizaron un video como tributo a su carrera y memoria. El canal de «WWE Español» en YouTube, realizó un vídeo en su memoria.
El 30 de diciembre en Dynamite, conocido como "Brodie Lee Celebration of Life", incluyó combates y segmentos con compañeros luchadores en honor y tributo a Huber y su familia. Cada lucha presentaba a miembros de la facción de Huber, The Dark Order. El espectáculo conmemorativo comenzó con toda la lista de AEW en el escenario y un saludo de diez campanas. En medio del programa, Erick Rowan, excompañero de equipo de la WWE de Huber, ahora conocido como Erick Redbeard, hizo su debut en AEW y mostró un cartel: "Adiós por ahora, hermano. Nos vemos en el camino". Al final del espectáculo, la viuda y el hijo de Huber, Amanda y Brodie, dejaron sus botas de lucha libre y un pañuelo morado en el medio del ring. Como Huber era un excampeón de TNT, AEW retiró el diseño del cinturón del título en honor a Lee y entregó el cinturón al hijo de Huber, Brodie, y el presidente y director ejecutivo de AEW, Tony Khan, declaró que su hijo Brodie Lee Jr. era el "Campeón de TNT de vida." Khan también consideró a Huber como el mejor campeón de TNT. Un video homenaje con Ol' '55 de Tom Waits cerró el espectáculo. Khan compró los derechos de la canción a perpetuidad, diciendo "para que el tributo dure para siempre".
Bray Wyatt en Wrestlemania 37 Durante el combate frente a Randy Orton Gritó e hizo una de las Poses/Gestos que realizaba Luke Harper (Yeah Yeah Yeah).

## Campeonatos y logros
- All Elite Wrestling/AEW
  - AEW TNT Championship (1 vez)

- Alpha-1 Wrestling
  - A1 Zero Gravity Championship

- Jersey All Pro Wrestling

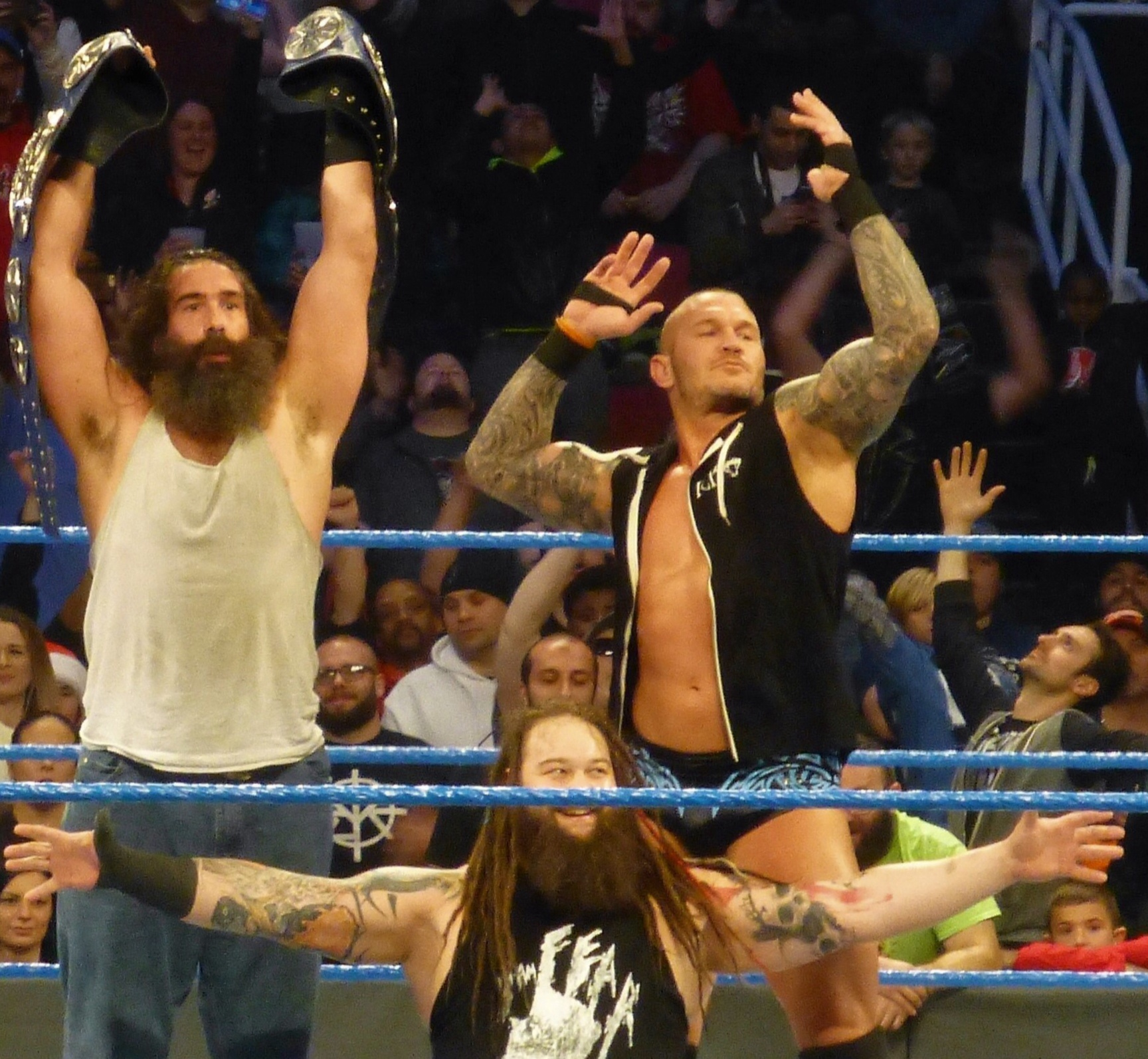
Harper con Bray Wyatt y Randy Orton como Campeones en Parejas de SmackDown.

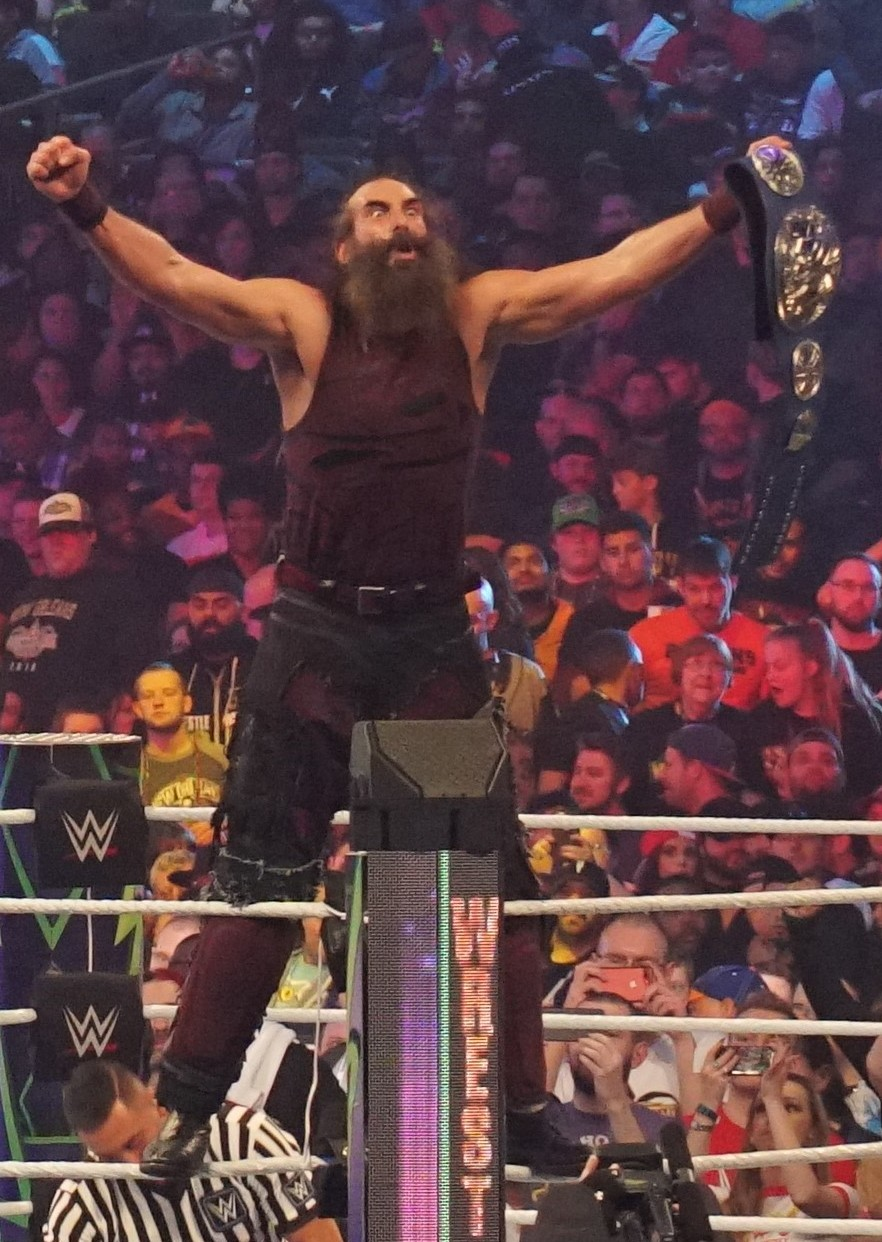
Harper como Campeón en Parejas de SmackDown.

  - JAPW Heavyweight Championship (1 vez)
  - JAPW New Jersey State Championship (1 vez)
  - JAPW Tag Team Championship (1 vez)- con Necro Butcher (The Hillbilly Wrecking Crew)

- National Wrestling Alliance Empire
  - NWA Empire Heavyweight Championship (1 vez)

- National Wrestling Alliance Upstate 
  - NWA Upstate Television Championship (1 vez)
  - NWA Upstate Kayfabe Dojo Championship (1 vez)
  - NWA Upstate Heavyweight Championship (2 veces)

- Rochester Pro Wrestling 
  - RPW Tag Team Championship (1 vez) -con Freddie Midnight (Big 'n' Tasty)

- Squared Circle Wrestling 
  - 2CW Heavyweight Championship (2 veces)

- Upstate Pro Wrestling
  - UPW Heavyweight Championship (1 vez)

- World Of Hurt Wrestling
  - WOHW United States Championship (3 veces, último)

- World Wrestling Entertainment/WWE
  - WWE Intercontinental Championship (1 vez)
  - NXT Tag Team Championship (1 vez) – con Erick Rowan
  - SmackDown Tag Team Championship (2 veces) – con Bray Wyatt y Randy Orton (1), Erick Rowan (1)
  - Slammy Award (1 vez)[86]
    - Match of the Year (2014) Team Cena vs. Team Authority at Survivor Series[87]

- Pro Wrestling Illustrated
  - Situado en el Nº437 en los PWI 500 de 2008[88]
  - Situado en el Nº218 en los PWI 500 de 2009[89]
  - Situado en el Nº235 en los PWI 500 de 2010[90]
  - Situado en el Nº220 en los PWI 500 de 2011[91]
  - Situado en el Nº107 en los PWI 500 de 2012[92]
  - Situado en el Nº126 en los PWI 500 de 2013[93]
  - Situado en el Nº34 en los PWI 500 de 2014[94]
  - Situado en el Nº24 en los PWI 500 de 2015[95]
  - Situado en el Nº85 en los PWI 500 de 2016[96]
  - Situado en el N°61 en los PWI 500 de 2017[97]
  - Situado en el Nº81 en los PWI 500 de 2018
  - Situado en el Nº202 en los PWI 500 de 2019[98]

- Wrestling Observer Newsletter
  - Best Gimmick (2013) - con Bray Wyatt y Erick Rowan[99]